# Ambasadorowie Wielkiej Brytanii we Włoszech
Ambasador Zjednoczonego Królestwa we Włoszech jest najwyższym przedstawicielem Wielkiej Brytanii przy Republice Włoch. Jego pełny tytuł brzmi: Her Britannic Majesty’s Ambassador to the Republic of Italy.

## Posłowie i ambasadorowie angielscy/brytyjscy w krajach włoskich przed zjednoczeniem

### Republika Genui
- 1706–1707 sir Henry Newton (1651-1715)
- 1708–1713 William Richard Chetwynd

### Królestwo Neapolu
- 1764–1800 William Douglas Hamilton
- 1803–1806 Hugh Elliot

### Księstwo Sabaudii-Piemontu(od 1720 -Królestwo Sardynii) –Turyn
- 1703–1706 Richard Hill (1655-1727)
- 1706–1713 John Chetwynd
- 1718–1719 William Stanhope, 1. hrabia Harrington
- 1749–1753 William Nassau de Zuylestein, 4. hrabia Rochford
- 1755–1757 George Hervey, 2. hrabia Bristol

### Wielkie Księstwo Toskanii
ministrowie rezydenci
- 1690–1696 sir Lambert Blackwell
- 1698–1705 sir Lambert Blackwell
- 1704–1709 sir Henry Newton (1651-1715)
- marzec 1734–1740 Charles Fane, 2. wicehrabia Fane

nadzwyczajni wysłannicy i ministrowie pełnomocni
- Horace Mann, 1. baronet Mann (1740-1787)
- William Fawkener (1787)
- John Hervey, lord Hervey (1787-1794)
- William Frederick Wyndham (1794-1814)
- John Fane, lord Burghersh (1814-1830)

ministrowie rezydenci
- George Hamilton Seymour (1830-1835)
- Ralph Abercromby (1835-1839)

nadzwyczajni wysłannicy i ministrowie pełnomocni
- Henry Fox, 4. baron Holland (1839-1846)
- George Baillie Hamilton (1846-1850)
- Richard Lalor Sheil (1850-1851)
- James Hudson (1851-1852)
- Henry Bulwer (1852-1854)
- Constantine Phipps, 1. markiz Normanby (1854-1858)
- Henry George Howard (1858)
- Richard Lyons (1858)

### Republika Wenecka
- 1707–1708 Charles Montagu, 1. książę Manchester
- 1744–1746 Robert Darcy, 4. hrabia Holderness
- 1754–1764 John Murray

## Posłowie i ambasadorowie brytyjscy w zjednoczonych Włoszech

### Posłowie nadzwyczajni i ministrowie pełnomocni
- 1861 – 1863: James Hudson
- 1863 – 1867: Henry George Elliot
- 1867 – 1876: Augustus Berkeley Paget

### Ambasadorowie
- 1876 – 1883: Augustus Berkeley Paget
- 1883 – 1888: John Savile
- 1888 – 1892: Frederick Hamilton-Temple-Blackwood, 1. markiz Dufferin i Ava
- 1892 – 1893: Hussey Vivian, 3. baron Vivian
- 1893 – 1898: Francis Clare Ford
- 1898 – 1903: Philip Currie
- 1903 – 1904: Francis Bertie
- 1905 – 1908: E.H. Egerton
- 1908 – 1919: Rennell Rodd
- 1919 – 1921: George Buchanan
- 1921 – 1933: Ronald Graham
- 1933 – 1939: James Eric Drummond
- 1939 – 1940: Percy Loraine
- 1940 – 1944: brak przedstawiciela z powodu II wojny światowej
- 1944 – 1947: Noel Charles
- 1947 – 1953: Victor Mallet
- 1953 – 1962: Ashley Clarke
- 1962 – 1966: John Guthrie Ward
- 1966 – 1969: Evelyn Shuckburgh
- 1969 – 1974: Patrick Hancock
- 1974 – 1976: Guy Millard
- 1976 – 1979: Alan Campbell
- 1979 – 1983: Ronald Arculus
- 1983 – 1987: Thomas Bridges, 2. baron Bridges
- 1987 – 1989: Derek Thomas
- 1989 – 1992: Stephen Egerton
- 1992 – 1996: Patrick Fairweather
- 1996 – 2000: Thomas Richardson
- 2000 – 2003: John Shepherd
- 2003 – 2006: Ivor Roberts
- 2006 – : Edward Chaplin